# Zelimkhan Yandarbiyev

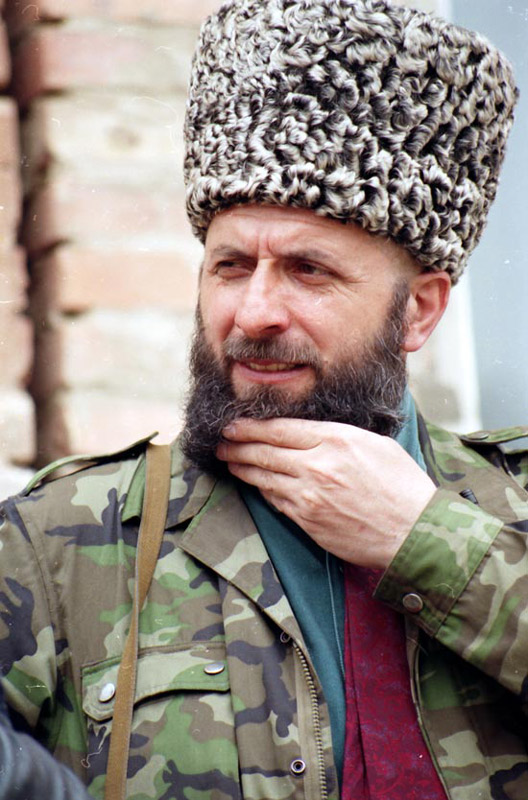

Zelimkhan Abdumuslimovich Yandarbiyev (Chechnya: Яндарбин Абдулмуслиман кант Зелимха, tiếng Nga: Зелимхан Абдумуслимович Яндарбиев) (Ngày 12 tháng 9 năm 1952 - 13 tháng 2 năm 2004) là một nhà văn người Chechnya và một chính trị gia, Tổng thống nước Cộng hòa Chechnya Ichkeria ly khai (1996 và 1997. Năm 2004, Yandarbiyev bị tình báo quân sự của Nga giết chết trong khi lưu vong tại Qatar.